# Liste des publications d'Emmy Noether
 (juin 2012).
Emmy Noether (1882 – 1935) est une mathématicienne allemande spécialiste de l'algèbre. Cet article est une liste des publications qui ont fait sa renommée.

## Première époque (1908–1919)
| On Complete Systems of Invariants for Ternary Biquadratic Forms |

| Construction du système de formes de la forme ternaire biquadratique |

| On Complete Systems of Invariants for Ternary Biquadratic Forms |

| Construction du système de formes de la forme ternaire biquadratique |

| On the Theory of Invariants for Forms of n Variables |

| Sur la théorie des invariants des formes à n variables |

| On the Theory of Invariants for Forms of n Variables |

| Sur la théorie des invariants des formes à n variables |

| Rational Function Fields |

| Corps de fonctions rationnelles |

| Fields and Systems of Rational Functions |

| Corps et systèmes de fonctions rationnelles |

| The Finiteness Theorem for Invariants of Finite Groups |

| On an Integral Rational Representation of the Invariants of a System of Arbitrarily Many Basis Forms§ |

| The Most General Domains of Completely Transcendental Numbers |

| Functional Equations of the Isomorphic Mapping |

| Equations with Prescribed Group |

| Invariants of Arbitrary Differential Expressions§ |

| Invariant Variation Problems |

| The Arithmetic Theory of Algebraic Functions of One Variable in its Relationship to the Other Theories and to Number Field Theory§ |

| A Proof of Finiteness for Integral Binary Invariants |

| On Series Expansions in the Theory of Forms§ |

## Deuxième époque (1920–1926)
Dans la deuxième période de sa carrière, Noether se tourne vers la théorie des anneaux. À propos de son article Moduln in nichtkommutativen Bereichen, insbesondere aus Differential- und Differenzenausdrücken, Hermann Weyl affirme : « C'est là qu'apparaît pour la première fois l'Emmy Noether que nous connaissons tous, celle dont les recherches ont changé la face de l'algèbre. »
| Modules in Non-commutative Domains, especially Those Composed of Differential and Difference Expressions§ |

| On a Work on Elimination Theory by K. Hentzelt, who Fell in the War§ |

| The Theory of Ideals in Ring Domains§ |

| An Algebraic Criterion for Absolute Irreducibility§ |

| Formal Calculus of Variations and Differential Invariants§ |

| On the Theory of Polynomial Ideals and Resultants§ |

| Algebraic and Differential Invariants§ |

| Elimination Theory and the General Ideal Theory§ |

| Elimination Theory and Ideal Theory§ |

| Abstract Structure of the Theory of Ideals in Algebraic Number Fields§ |

| Hilbert Counts in the Theory of Ideals§ |

| Derivation of the Theory of Elementary Divisors from Group Theory§ |

| Group Characters and the Theory of Ideals§ |

| Proof of the Finiteness of the Invariants of Finite Linear Groups of Characteristic p§ |

| Abstract Structure of the Theory of Ideals in Algebraic Number Fields and Function Fields§ |

## Troisième époque (1927–1935)
In the third epoch, Emmy Noether focused on non-commutative algebras, and unified much earlier work on the representation theory of groups.
| The Discriminant theorem for the Orders of an Algebraic Number Field or Function Field§ |

| On the Minimum Splitting Fields of Irreducible Representations§ |

| Hypercomplex Quantities and the Theory of Representations, from an Arithmetic Perspective§ |

| Hypercomplex Quantities and the Theory of Representations |

| On the Maximal Domains of Integral Functions§ |

| Differents and Ideal Differentiation§ |

| Normal Basis in Fields without Higher Ramification§ |

| Proof of a Main Theorem in the Theory of Algebras§ |

| Hypercomplex Systems in Their Relationship to Commutative Algebra and to Number Theory§ |

| Non-commutative Algebras§ |

| The Principal Genus Theorem for Relatively Galois Fields of Numbers§ |

| Decomposing Crossed Products and Their Maximal Orders, in memory of J. Herbrand IV§ |

| Differents and Ideal Differentiation§ |